# Doctor Who
Doctor Who (deutsch „Doktor Wer“) ist eine britische Science-Fiction-Fernsehserie, die seit 1963 von der BBC produziert wird. Doctor Who handelt von einem mysteriösen Zeitreisenden, der nur als „Der Doktor“ bekannt ist. Er reist mit seinen Begleitern in der Zeit-Raum-Maschine TARDIS (Time And Relative Dimension In Space), die als eine alte Polizei-Notrufzelle getarnt ist, und wird dabei in verschiedene Abenteuer verwickelt. Die Serie wurde von 1963 bis 1989 durchgehend ausgestrahlt; 1996 gab es einen Fernsehfilm; seit 2005 wird die Serie in einer Neuauflage mit neuen technischen Möglichkeiten fortgesetzt. Der erste Doktor (1963–1966) wurde von William Hartnell verkörpert, es folgten Patrick Troughton, Jon Pertwee, Tom Baker, Peter Davison, Colin Baker, Sylvester McCoy, Paul McGann, Christopher Eccleston, David Tennant, Matt Smith, John Hurt, Peter Capaldi, Jodie Whittaker, erneut Tennant und Ncuti Gatwa. Zudem war Jo Martin von 2020 bis 2022 sowie 2025 als eine weitere Inkarnation des Doktors zu sehen.
Doctor Who hat als die bisher am längsten laufende und erfolgreichste Science-Fiction-Fernsehserie einen Eintrag im Guinness-Buch der Rekorde. Die Serie ist ein wichtiger Teil der britischen Popkultur, gilt vor allem in Großbritannien (sowie zunehmend im übrigen Europa, Nord- und Südamerika sowie Ozeanien und Teilen Ostasiens) als Kult-Fernsehserie und nahm Einfluss auf Generationen britischer Fernsehproduzenten, -autoren und -darsteller, die mit Doctor Who aufwuchsen. Fans der Serie und des auf ihr basierenden fiktiven Universums (Whoniverse) werden als Whovians bezeichnet. Die Serie erhielt Preise sowohl von Kritikern als auch von den Zuschauern, einschließlich der BAFTA-Auszeichnung für die beste Dramaserie 2006, und gewann seit 2005 fünfmal in Folge den National Television Award in der Kategorie Drama. Von 2014 bis 2017 gewann sie viermal hintereinander den deutschen Curt-Siodmak-Preis als Beste Science-Fiction-Serie und wurde im Jahr 2019 in die Science Fiction and Fantasy Hall of Fame aufgenommen.

## Handlung

### Hauptfigur „Der Doktor“

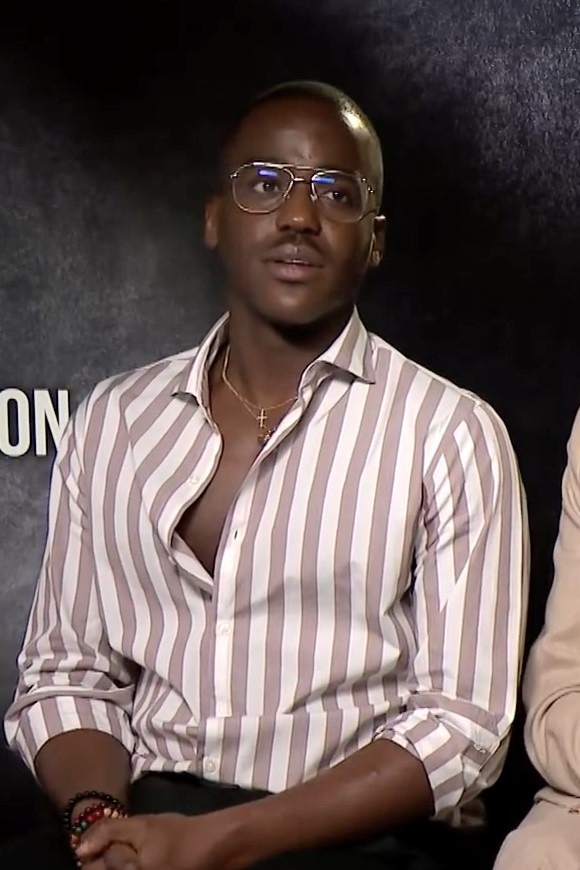
Ncuti Gatwa, von Dezember 2023 bis Mai 2025 der 15. Doktor (2019)

Der Doktor ist die zentrale Hauptfigur in Doctor Who. Da der Begriff darin weniger als akademischer Grad denn als Eigenname verwendet wird, ist in diesem Zusammenhang mitunter auch im Deutschen die Schreibweise Der Doctor geläufig.

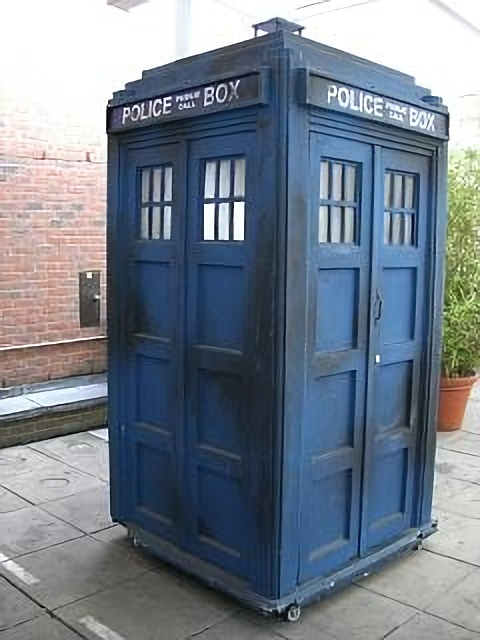
Die TARDIS

Den Doktor umgeben von Anfang an viele Geheimnisse. Man erfährt nur selten persönliche Dinge über ihn. Er besitzt eine Zeit-Raum-Maschine, die TARDIS genannt wird, die von innen wesentlich größer ist und die äußere Erscheinung einer altmodischen englischen Polizei-Notrufzelle hat. TARDIS ist die Abkürzung für „Time And Relative Dimension(s) In Space“, wodurch klar wird, dass diese Maschinen sowohl in der Zeit als auch im Raum reisen können – im Laufe der Serie reiste der Doktor sogar in parallele Universen. In der deutschen Synchronisation wird TARDIS mitunter (beispielsweise im Fernsehfilm von 1996) zum Backronym für „Trips aufgrund relativer Dimensionen im Sternenzelt“. Jede TARDIS hat eine Tarnvorrichtung, die des Doktors funktioniert jedoch nicht, da der „Chameleon Circuit“ (englisch für ‚Chamäleon-Schaltkreis‘) seiner TARDIS defekt ist.
Der Doktor selbst gehört zu einer Spezies, deren Zeitreisende sich Timelords nennen und vom Planeten Gallifrey stammen. In seiner achten Inkarnation behauptet er einmal, er selbst sei nur ein halber Timelord und stamme mütterlicherseits von einem Menschen ab. Er wuchs dennoch auf dem Heimatplaneten der Timelords, Gallifrey, auf.
Wie der Doktor mit bürgerlichem Namen heißt, ist bis heute sein größtes Geheimnis. Er stellt sich stets als „The Doctor“ (englisch für ‚Der Doktor‘) vor, woraufhin oftmals die Frage folgt, die der Serie ihren Titel gibt: „Doctor who?“ (englisch für ‚Doktor wer?‘). Wenn er einmal nicht umhinkommt, mit einem gewöhnlichen Namen aufzutreten, nennt er sich meist John Smith – ein Name, der die Kombination aus dem im Englischen häufigsten (Männer-)Vor- und Nachnamen darstellt.
Hinsichtlich der Frage, ob bzw. in welchem Fachgebiet er überhaupt einen Doktortitel habe, gibt es im Laufe der Serie verschiedene Angaben. So erklärte er zunächst, kein Doktor der Medizin zu sein, gibt aber später an, bei den bekannten Chirurgen Joseph Lister und Joseph Bell studiert zu haben, und spezifiziert schließlich, er habe im 19. Jahrhundert in Glasgow auf einen medizinischen Abschluss hin studiert. Es wird zudem mehrfach erwähnt, dass er Doktor vieler Wissenschaftsdisziplinen sei (englisch a doctor of many things).
Wie alle Timelords besitzt er die Fähigkeit, sich zu „regenerieren“, wenn er tödlich verwundet wird. Der Prozess an sich ist meist äußerst unangenehm für den Doktor und oft mit vorübergehenden Störungen wie Gedächtnisverlust oder Verwirrung verbunden. Zudem verändern sich dabei sein Aussehen und Charakter mitunter gravierend. Je nach Regeneration kann der Doktor zum Beispiel eher einen ernsten, dunklen oder humorvollen Einschlag bekommen. Auch ein Wechsel des Geschlechts ist möglich.
Regulär kann ein Timelord diesen Prozess zwölfmal durchleben und damit insgesamt dreizehn Inkarnationen haben. Nachdem der elfte Doktor, abweichend von der Nummerierung, bereits die 13. Inkarnation war, hätte die Existenz des Doktors eigentlich nach ihm enden müssen. Allerdings wurde ihm aus einem Riss im Universum, der offenbar eine Verbindung zu den Timelords darstellt, ein neuer Zyklus gewährt, was ihm weitere zwölf Regenerationen ermöglicht.
Der Vorgang der Regeneration erlaubte es, die Serie ohne merkliche grundlegende Änderungen im Konzept über 50 Jahre frisch zu halten. Diese immer wechselnden Doktoren waren nicht von Anfang an geplant, sondern wurden aus der Not heraus eingeführt, da der erste Doktor William Hartnell mit gesundheitlichen Problemen zu kämpfen hatte.

### Begleiter des Doktors (Companions)
Um nicht zu einsam zu sein, reist der Doktor für gewöhnlich mit ausgewählten Begleitern. Die erste Begleiterin war seine 15-jährige Enkelin Susan Foreman. Später sind es unterschiedliche Personen, die dem Doktor meist zufällig begegnen, ein Abenteuer mit ihm durchleben und sich daraufhin seinen Reisen anschließen. Über die Jahre hinweg waren dies vor allem Menschen von der Erde, aber auch der Roboterhund K-9 oder Reisende von fernen Planeten.

### Andere wichtige Völker, Gruppierungen und Einzelwesen
Für andere wichtige Völker, Gruppierungen und Einzelwesen aus Doctor Who siehe: Völker, Gruppierungen und Einzelwesen im Doctor-Who-Universum.

## Entstehungsgeschichte

### Erstveröffentlichung
Die erste Folge Doctor Who mit dem Titel An Unearthly Child („Das Kind von den Sternen“) wurde am Samstag, 23. November 1963 ausgestrahlt. Sie gehörte zu einer aus vier Teilen bestehenden Geschichte. Nachdem das am Tag zuvor in den USA verübte tödliche Schuss-Attentat auf John F. Kennedy die Medien beherrschte, wurde die Folge auf Veranlassung der Produzentin Verity Lambert und Intervention bei ihrem Chef „Drama“ der BBC Sydney Newman am Samstag, 30. November wiederholt. Die Ideen- und Entstehungsgeschichte dieser ersten Folgen zeichnete die BBC 2013 in der Dokumentation Ein Abenteuer in Raum und Zeit im Fernseh- bzw. Spielfilmformat als ein Dr.-Who-Special nach.
Im Lauf der nächsten Jahre wurden bis 1989 insgesamt 700 Episoden der Serie in 26 Staffeln ausgestrahlt. Ein in den Jahren 1968 bis 1974 besonders prägender Drehbuchautor der Serie war Terrance Dicks, der von Fans der Serie Uncle Terrance genannt wurde. Danach wurde die Serie vorübergehend eingestellt und die sogenannte Klassische Serie ging zu Ende. Die Hauptverantwortlichen für die Gestaltung der Serie waren während dieser klassischen Ära die Produzenten. Neben diesen waren die Story bzw. Script Editors dafür verantwortlich, die Handlungen der einzelnen Storys zu koordinieren und wenn nötig, umzuschreiben. Die folgende Tabelle bietet eine Übersicht über die Produzenten und Story Editors während der klassischen Ära:
| Zeitraum  | Produzent          | Story/Script Editor    |
| --------- | ------------------ | ---------------------- |
| 1963–1964 | Verity Lambert     | David Whitaker         |
| 1964–1965 | Verity Lambert     | Dennis Spooner         |
| 1965      | Verity Lambert     | Donald Tosh            |
| 1965–1966 | John Wiles         | Donald Tosh            |
| 1966      | John Wiles         | Gerry Davis            |
| 1966–1967 | Innes Lloyd        | Gerry Davis            |
| 1967      | Innes Lloyd        | Peter Bryant           |
| 1967      | Peter Bryant       | Victor Pemberton       |
| 1967–1968 | Innes Lloyd        | Peter Bryant           |
| 1968      | Peter Bryant       | Derrick Sherwin        |
| 1968–1969 | Peter Bryant       | Terrance Dicks         |
| 1969      | Peter Bryant       | Derrick Sherwin        |
| 1969–1970 | Derrick Sherwin    | Terrance Dicks         |
| 1970–1974 | Barry Letts        | Terrance Dicks         |
| 1974–1975 | Barry Letts        | Robert Holmes          |
| 1975–1977 | Philip Hinchcliffe | Robert Holmes          |
| 1977      | Graham Williams    | Robert Holmes          |
| 1977–1979 | Graham Williams    | Anthony Read           |
| 1979–1980 | Graham Williams    | Douglas Adams          |
| 1980–1981 | John Nathan-Turner | Christopher H. Bidmead |
| 1981–1982 | John Nathan-Turner | Anthony Root           |
| 1982–1986 | John Nathan-Turner | Eric Saward            |
| 1987–1989 | John Nathan-Turner | Andrew Cartmel         |

Zwischen 1989 und 2005 entstanden unzählige Bücher, Hörspiele, einige Sondersendungen und 1996 auch ein Fernsehfilm. Diesen produzierte Peter V. Ware.
Seit März 2005 werden auf BBC neue Staffeln gesendet, die auf den Ereignissen der klassischen Serie aufbauen. Bisher gibt es von der neuen Serie mehr als 155 Folgen in zwölf Staffeln (plus diverse Specials). Mit den seit 2005 laufenden neuen Folgen hält diese Serie den Rekord, die am längsten laufende Science-Fiction-Serie der Welt zu sein. Die Titelmusik zur Serie schrieb Ron Grainer und wurde von Delia Derbyshire, einer Pionierin der Elektronischen Musik  mitarrangiert. Von 2005 bis 2017 trug Murray Gold die musikalische Verantwortung für die Serie und schrieb in dieser Zeit auch mehrere Abwandlungen der klassischen Titelmelodie. Der bekannteste Drehbuchautor der neuen Folgen ist Russell T Davies, er brachte die Serie 2005 erfolgreich zurück und trug die Verantwortung als Showrunner noch bis 2010, dann übernahm Steven Moffat, der in der Davies-Ära mit den Hugo-prämierten The Empty Child/The Doctor Dances, Girl in the Fireplace und 2008 für Blink bereits einige der besten Drehbücher beigetragen hatte. Nach dem Weihnachtsspecial 2017 übernahm Chris Chibnall (Broadchurch, Torchwood) das Ruder als dritter Showrunner der neuen Serie. Neuer Komponist der Serie wurde Segun Akinola.
Für 2022 hat Chibnall zum einhundertjährigen Jubiläum der BBC drei Specials produziert. Danach verlässt er die Serie zusammen mit Jodie Whittaker. Am 24. September 2021 wurde bekanntgegeben, dass der ehemalige Showrunner Davies zur Serie zurückkehrt und somit Chibnalls Nachfolge antritt.
Ein Großteil der Serienfolgen ist auf VHS, DVD und Blu-Ray in Großbritannien erhältlich, ein Teil der alten Folgen der klassischen Serie jedoch nur als Tonspur auf CD.

### Doctor Who in Deutschland
Das ZDF hatte 1968 einen Ankauf von Doctor Who geprüft. Die Serienkommission des Senders entschied jedoch nach Sichtung von The Ice Warriors (5.11–5.16) einstimmig, keine Empfehlung zum Erwerb auszusprechen. Neben Dekor und Kostümen wurden auch die Bücher der Serie bemängelt.
Vor der ersten Fernsehausstrahlung durch einen deutschen Sender gab es verschiedene Folgen von Doctor Who als Kinderbuch vom Franz Schneider Verlag, erschienen ab ca. 1970. Ab dieser Zeit wurde Doctor Who in Deutschland vom britischen Militärsender BFBS ausgestrahlt und war damit in Teilen Nord- und Westdeutschlands und in Berlin zumindest auf Englisch zu empfangen.
Doctor Who wurde im deutschen Fernsehen zum ersten Mal am 22. November 1989 gesendet. RTL plus begann die Ausstrahlung mit dem damals neuesten, siebten Doktor. Als nur zwei Wochen später die Serie nach der letzten Folge von Survival am 6. Dezember 1989 in England (vorerst) eingestellt wurde und somit für die Ausstrahlung lediglich Material von drei Staffeln zur Verfügung stand, bedeutete das den recht schnellen Serientod für Doctor Who in Deutschland. RTL wiederholte dann mehrmals Folgen, teilweise nur in den samstägigen Nachtstunden, und gab die Rechte danach an den Sender VOX ab, der zusätzlich zum siebten Doktor auch den sechsten erwarb und synchronisierte. Gezeigt wurden in deutscher Sprache auch weitere Teile, zum Beispiel Die fünf Doktoren (The Five Doctors). Der Fernsehfilm von 1996 ist in deutscher Sprache als VHS-Video und DVD erhältlich.
Mit dem 26. Januar 2008 begann die Ausstrahlung der neuen Folgen des neunten und zehnten Doktors auf dem Sender ProSieben. Bis zum 9. Februar wurden die ersten sechs Episoden der ersten Staffel (bzw. der 27. Staffel bei durchgängiger Zählweise) jeweils samstags am frühen Nachmittag in gekürzter Fassung ausgestrahlt und danach wegen geringer Einschaltquoten vorzeitig aus dem Programm genommen. Ab dem 13. April 2008 wurde die Serie auf einem neuen Sendeplatz am späten Sonntagnachmittag fortgesetzt. Am 31. August strahlte der Sender die letzte Folge der zweiten Staffel aus. Beide Staffeln wurden parallel auf DVD veröffentlicht und waren über die ProSiebenSat.1-Media-Tochter Maxdome und Amazon Instant Video über Video-on-Demand abrufbar.
Ab dem 21. Dezember 2011 liefen neue Folgen, beginnend mit der fünften Staffel und dem elften Doktor, auf dem Pay-TV-Sender FOX. Nach der fünften und sechsten Staffel begann FOX im Winter 2012, die siebte Staffel auszustrahlen; zusätzlich hatte man sich die Rechte an den zuvor übersprungenen Staffeln 3 und 4 gesichert und diese ab 12. September 2012 gesendet.
Seit Herbst 2015 wird die TimeLash veranstaltet, eine jährliche Convention zur Serie, die bis 2023 in Kassel stattfand.
Ab Oktober 2024 ist Stadthalle von Groß-Umstadt der neue Veranstaltungsort.
2016 kehrte Doctor Who auf die deutschen Bildschirme zurück: Der öffentlich-rechtliche Sender Einsfestival nahm ab Ende Februar die Staffeln fünf bis neun ins Programm. Anschließend begann ab April 2017 auf dem inzwischen in One umbenannten Sender auch die Ausstrahlung der ersten Staffel mit dem neunten Doktor, gefolgt von den Staffeln 2 bis 4 (zehnter Doktor).
Auch weitere Staffeln der Neuauflage werden dienstags bei ONE gezeigt. Die 10. Staffel mit Peter Capaldi als 12. Doktor wurde ab September 2018 bei ONE erstausgestrahlt. Die 11. Staffel mit Jodie Whittaker als 13. Doktor wurde im September 2019 bei ONE erstmals in Deutschland gezeigt. Zeitlich versetzt werden die bei ONE gesendeten Folgen auf dem Internet-Kanal von funk wiederholt, genau wie bei ONE zusätzlich auch in der originalen englischen Sprachfassung.
Seit August 2017 erscheinen weitere Folgen der klassischen Ära der Serie zum ersten Mal in einer deutsch-synchronisierten Fassung auf DVD.
Seit November 2023 erscheinen neue Folgen außerhalb des Vereinigten Königreichs auf Disney+.
Zudem enthüllt Showrunner Russell T Davies, dass die erste Staffel mit Ncuti Gatwa nicht die 14. Staffel der modernen Ära sein wird, sondern als Staffel 1 der "Neuen (Disneyplus-)Ära" bezeichnet wird. Damit beginnt eine völlig neue Ära dieser langjährigen Science-Fiction-Serie.

### Technische Details
- Von 1963 bis 1969 wurde die Sendung in Schwarz-Weiß aufgenommen und ausgestrahlt. In den ersten drei Jahren wurden die Sendungen sogar noch im 405-Zeilen-Verfahren aufgenommen, das damals in England gebräuchlich war; erst 1967 wurde das höher auflösende 625-Zeilen-Verfahren benutzt. Mit dem Erscheinen des dritten Doktors 1970 wurde Doctor Who dann farbig. Die neue 2005er-Serie ist die erste, die im 16:9-Format ausgestrahlt wird, wobei die Aufnahmen nicht im HDTV-Format vorliegen. Ab der 15. Folge der 30. Staffel (4. Staffel seit dem Neustart) gibt es Doctor Who auch in HD.[33] Mit der 37. Staffel (11. Staffel seit dem Neustart) wechselte die Serie zum 2:1-Format (auch 18:9 oder Univisium genannt). Seit 2022 werden neue Folgen in 4K mit HDR und Dolby Vision produziert und gemastert.
- Ein sehr charakteristisches Merkmal der klassischen Serie bis Mitte der 1980er Jahre war die Produktionsweise: Außenaufnahmen wurden auf 16-mm-Film gemacht, Studio-Szenen hingegen direkt auf Videoband aufgezeichnet. Dadurch bedeutete ein einfacher Szenenwechsel oft einen großen Qualitätssprung in Bildauflösung, Beleuchtung, Bildfrequenz und Farbraum. Seit der letzten Staffel des sechsten Doktors (Staffel 23) werden auch die Außenaufnahmen auf Video gemacht.
- Aufgrund der hohen Kosten für Videobänder und für den Videoschnitt Anfang der 1960er Jahre wurden die Folgen des ersten Doktors fast wie eine Livesendung produziert: Ganze Szenen wurden als ein Take aufgenommen und praktisch ungeschnitten ausgestrahlt. Dadurch kann man in den frühen Folgen etliche Versprecher und Produktionsfehler ausmachen.
- Während der gesamten Laufzeit der ursprünglichen Serie (1963–1989) litt die Sendung unter dem Problem des eingeschränkten Budgets. Sie erreichte nie die hohen technischen Standards, die US-amerikanische Serien wie Star Trek vorlegten – ein Schicksal, das sie mit der deutschen Produktion Raumpatrouille (Raumschiff Orion) teilte. Aus diesem Grunde wurde die Sendung von Nicht-Fans oftmals belächelt; diese machten sich über wackelnde Pappkulissen und Gummimonster lustig. Anhänger der Sendung hingegen lobten die hochwertigen Dialoge und kreativen Geschichten. Die ab 2005 gesendeten neuen Folgen sind technisch auf dem neuesten Stand, auch die Spezialeffekte haben erstmals eine deutlich sichtbare hohe Qualität im Sinne einer fotorealistischen Wiedergabe.
- Im Gegensatz zu den meisten anderen Science-Fiction-Sendungen wie beispielsweise Star Trek besteht die überwiegende Zahl der klassischen Doctor-Who-Folgen aus Fortsetzungsgeschichten. Diese sind Mehrteiler mit typischerweise vier bis sechs Folgen zu jeweils 25 Minuten, in Einzelfällen waren es sogar bis zu 14 Folgen. So ergeben die 695 Episoden der klassischen Serie insgesamt 155 komplette Geschichten. Die ab 2005 gesendeten neuen Folgen sind hingegen überwiegend abgeschlossene Geschichten zu jeweils 45 Minuten; es werden aber auch Zweiteiler gesendet sowie zwei Dreiteiler, das Finale von Staffel 29 (3. Staffel seit dem Neustart) und in der 36. Staffel (10. Staffel seit dem Neustart) die Folgen 6 bis 8. Die 13. Staffel seit dem Neustart, deren englischsprachige Erstausstrahlung 2021 stattfand, besteht unter dem Namen Flux aus einer einzigen zusammenhängenden Handlung in sechs Teilen.[34]

Derzeit gibt es über 40 in sich abgeschlossene Handlungsstränge auf DVD. Alle sind mit einer Vielzahl an Extras und digital überarbeitetem Bild und Ton erschienen. Weitere Folgen erscheinen in regelmäßigem Abstand.

### Verschollene Episoden
97 Episoden aus den ersten sechs Staffeln von Doctor Who sind heute nicht mehr auffindbar, davon allein 79 aus den Staffeln 3 bis 5. Es war bis in die 1970er-Jahre üblich, Bänder nur einige Jahre aufzubewahren; danach wurden sie wiederverwendet und überspielt. Die erste Dalek-Episode beispielsweise ist 1978 nur durch Zufall der Vernichtung entgangen, die im Rahmen einer Routinemaßnahme der BBC durchgeführt werden sollte. Allerdings gab es von allen Bändern Aufnahmen auf 16-mm-Film, die als internationales Austauschformat verwendet wurden. Diese mussten nach dem Senden weitergegeben, an die BBC zurückgegeben oder vernichtet werden. In den 1970er-Jahren wurden zahlreiche dieser Filme vernichtet und einige archiviert. Einige weitere Episoden oder Episodenteile wurden nach weltweiter Suche z. B. in Hongkong wiedergefunden; dennoch sind nach wie vor viele Filme verschollen, darunter zum größten Teil die Episoden aus der Patrick-Troughton-Ära (auch einige William-Hartnell-Folgen gelten als verschollen, allerdings nicht so viele wie von Troughton).
Des Weiteren ist eine Anzahl Episoden aus den Anfängen der Jon-Pertwee-Ära nur in schwarz-weiß erhalten. Für einige dieser Episoden gelang es, mit Hilfe privater Mitschnitte die Farbe zu rekonstruieren. Einige der Episoden enthalten auf den Schwarz-Weiß-Filmen Farbinformationen in Form von „Chroma Dots“, die im Schwarz-Weiß-Bild als charakteristische Störungen zu sehen sind. Es wurde ein Verfahren entwickelt, das es erlaubt, aus dieser Information die Farbe zurückzugewinnen. Die 3. Folge von Planet of the Daleks (Folge 347; 10.17) wurde mit einer Kombination aus dieser Methode und der klassischen Kolorierung restauriert. Jedoch existieren von allen „verlorenen“ Episoden Audio-Mitschnitte, die von der BBC auf CD, DVD und MC veröffentlicht worden sind. Außerdem gibt es Multimedia-CDs bzw. DVDs, auf denen Hunderte von noch existierenden Standbildern enthalten sind, so dass es möglich war, durch ergänzende Laufschrift, kurze Abschnitte von erhaltenem Filmmaterial und Animationen sämtliche Folgen (inoffiziell) zu rekonstruieren.
2006 erschien der Doctor-Who-Handlungsstrang The Invasion (Folge 221–228; 6.11 bis 6.18) auf DVD, bei der 2 (Folge 221; 6.11, Folge 224; 6.14) der 8 Teile nicht mehr vorhanden sind. Diese wurden von der BBC mit Hilfe von Flash-Animationen restauriert.
Im Dezember 2011 fanden zwei weitere Episoden ihren Weg zurück zur BBC: der dritte Teil der Episode Galaxy 4 sowie der zweite Teil der Episode The Underwater Menace. Im Oktober 2013 wurden bei einem Fernsehsender in der nigerianischen Stadt Jos elf Folgen aus der fünften Staffel wiederentdeckt: der vollständige Sechsteiler The Enemy of the World sowie fünf der sechs Folgen von The Web of Fear. Neun der elf Folgen galten bis dahin als verschollen. Laut Aussage von Philip Morris, dem Finder, wurden alle Episoden von The Web of Fear gefunden. Jedoch verschwand kurz vor seiner Abreise die dritte Episode. Er denkt, dass sie von privaten Sammlern gestohlen wurde.
2019 wurde auf dem offiziellen YouTube-Kanal der Serie ein Remake der Episode Mission to the Unknown veröffentlicht. Dieses wurde von der University of Central Lancashire gedreht. Nicholas Briggs, die Stimme der Daleks in der neuen Serie, fungierte hier ebenfalls in dieser Rolle.

### Logos
Die Serie hatte im Laufe der Zeit verschiedene Logos, von denen in dieser Galerie jeweils eine Variante gezeigt wird:

1963–1967
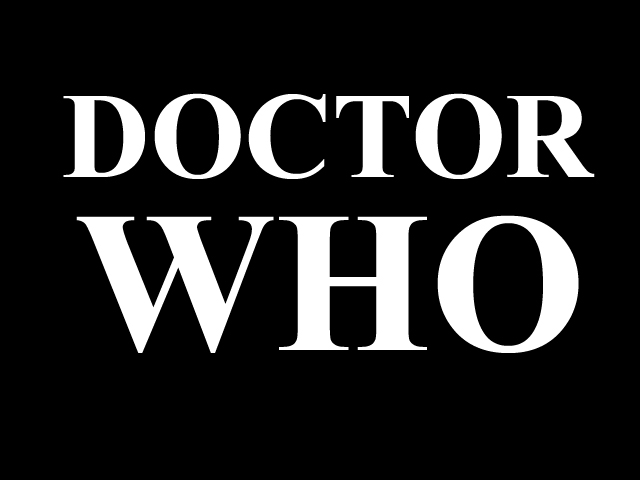
1967–1969
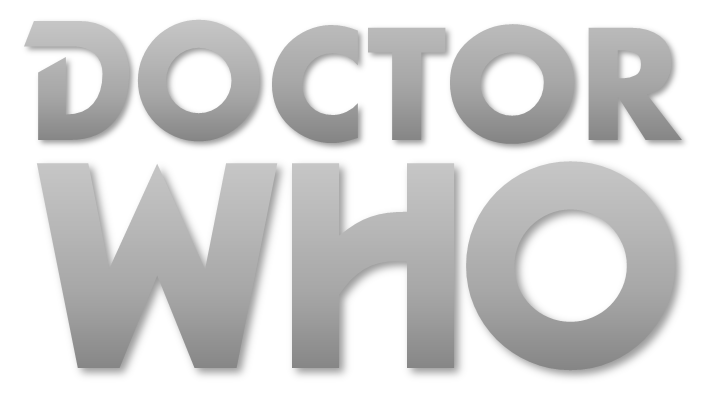
1970–1973, 1996 (Film)
1987–1989
2005–2010
2010–2017, bis 2013 mit stilisierter TARDIS

## Veröffentlichung

### Im Kino
- Dr. Who und die Daleks (1965)
- Dr. Who – Die Invasion der Daleks auf der Erde 2150 n. Chr. (1966)
- The Day of the Doctor (Doctor Who 50th Anniversary Special) (2013)
- Deep Breath (2014)
- Dark Water / Death in Heaven (2015)
- The Husbands of River Song (2016)
- Twice Upon A Time (2017)

Die ersten zwei Filme schildern im Wesentlichen Geschichten, die schon im Fernsehen liefen, nur mit einem größeren Aufwand und in Farbe gedreht. In den Filmen spielte Peter Cushing die Hauptrolle, und der Doktor stellt sich selbst als Doctor Who vor. Im Film scheint er ein menschlicher Wissenschaftler zu sein, der seine Zeitmaschine selbst erfunden hat.
In The Day of the Doctor (Der Tag des Doktors) geht es um den großen Krieg zwischen den Daleks und den Timelords. Er wurde am 23. November 2013 in über 70 Ländern in 3D gezeigt.
Am 23. August 2014 wurde die erste Folge der achten Staffel Deep Breath weltweit gleichzeitig in ausgewählten Kinos ausgestrahlt. Sie ist die erste Folge mit dem zwölften Doktor, verkörpert von Peter Capaldi.
Am 15. und 16. September 2015 wurde das Zweiteiler-Finale der achten Staffel in ausgewählten Kinos weltweit vor Start der 9. Staffel gezeigt. Die Episoden Dark Water und Death in Heaven wurden dabei in einer 3D-Fassung gezeigt, die später auch auf Blu-ray 3D erschien. Im Kino wurde das Original, und je nach Land mit oder ohne übersetzte Untertitel, gezeigt. In Großbritannien und im deutschsprachigen Raum wurde die Kinoaufführung nicht gezeigt.
Am 28. Januar 2016 wurde das Weihnachtsspecial von 2015 mit River Song in ausgewählten Kinos ausgestrahlt.
Um das Ende der Capaldi-Ära als 12. Doktor einzuleiten, wurde das Weihnachtsspecial 2017 Twice Upon A Time am 25. Dezember 2017 in den deutschen Kinos ausgestrahlt.

## Besetzung und Synchronisation
Die Synchronisation der Serie fand seit Beginn der 1980er Jahre in München statt, lediglich der Fernsehfilm von 1996 wurde in Hamburg bearbeitet. Die Synchronaufnahmen der Staffeln 21 bis 26 fanden bei H.W. Film statt, Synchronregie bei den Folgen führte Hendrik Wiethase, der auch das Dialogbuch geschrieben hatte. Diese beiden Tätigkeiten wurden bei der Synchronisation der Serien 1 und 2 von Kai Taschner erfüllt und bei Scalamedia durchgeführt. Nach dem Senderwechsel zu Fox Deutschland im Pay-TV hat man sich entschieden, die Synchronisation der neuen Staffeln an das Kölner Synchronstudio Splendid Synchron zu geben. Seit Staffel 3 ist Luise Charlotte Brings für das Dialogbuch und die Dialogregie verantwortlich, wobei Christian Schneider in den Staffeln 3 bis 7 ebenfalls diese Tätigkeiten abdeckte und Klaus Terhoeven bei einigen Episoden der siebten Staffel das Dialogbuch schrieb. In der 12. Staffel verantwortete zudem kurzzeitig Christian Weygand neben Brings die Dialogregie. Splendid Synchron blieb das Synchronstudio der Serie auch nach dem Wechsel zu Disney+.
Die Synchronisation von neuen Episoden der klassischen Ära der Serie übernimmt aktuell die Metz-Neun Synchron Studio- und Verlags GmbH in Offenbach, wobei Manuel Karakas das Dialogbuch schreibt und auch für die Dialogregie verantwortlich ist.
| Rolle                                                             | Schauspieler             | Synchronsprecher                                                              | Auftritt |
| Die Doktoren                                                      | Die Doktoren             | Die Doktoren                                                                  | Die Doktoren |
| Unbekannte Inkarnationen                                          | Unbekannte Inkarnationen | Unbekannte Inkarnationen                                                      | Unbekannte Inkarnationen |
| ----------------------------------------------------------------- | ------------------------ | ----------------------------------------------------------------------------- | --- |
| Der (flüchtige) Doktor / Ruth Clayton                             | Jo Martin                | Katharina Spiering                                                            | Im Taumel der Zeit, Die zeitlosen Kinder, Der Zeitstrom (38.05, 38.10 & 39.03 bzw. 12.05, 12.10 & 13.03 der zweiten Serie), Die Macht des Doktors & Die Geschichtenmaschine (41.05 bzw. 2.05 der dritten Serie)              |
| Reguläre chronologische Inkarnationen                             |                          |                                                                               | |
| Der (1.) Doktor                                                   | William Hartnell         | Michael Schwarzmaier                                                          | Staffel 1, Die fünf Doktoren, Der Name des Doktors (33.13 bzw. 7.13 der zweiten Serie), Der Tag des Doktors, Aus der Zeit gefallen & Die Geschichtenmaschine                                                                 |
| Der (1.) Doktor                                                   | Richard Hurndall         | Michael Schwarzmaier                                                          | Die fünf Doktoren |
| Der (1.) Doktor                                                   | William Hartnell         | Gerhard Lehn                                                                  | Homo Sapiens (32.06 bzw. 6.06 der zweiten Serie, als Archivmaterial) |
| Der (1.) Doktor                                                   | David Bradley            | Fred Maire                                                                    | Der Doktor fällt (36.12 bzw. 10.12 der zweiten Serie) & Aus der Zeit gefallen |
| Der (1.) Doktor                                                   | David Bradley            | Michael Tietz                                                                 | Die Macht des Doktors |
| Der (1.) Doktor                                                   | David Bradley            | Michael Schwarzmaier                                                          | Die Macht des Doktors (2. Synchro) |
| Der (2.) Doktor                                                   | Patrick Troughton        | Michael Schwarzmaier                                                          | Staffel 5 & 6, Die fünf Doktoren, Androiden in Sevilla (22.07–22.09), Der Tag des Doktors & Die Geschichtenmaschine |
| Der (3.) Doktor                                                   | Jon Pertwee              | Michael Schwarzmaier                                                          | Staffel 8 & 9, Die fünf Doktoren & Der Tag des Doktors |
| Der (3.) Doktor                                                   | Jon Pertwee              | Fabian Körner                                                                 | Homo Sapiens (32.06 bzw. 6.06 der zweiten Serie, als Archivmaterial) |
| Der (4.) Doktor                                                   | Tom Baker                | Michael Schwarzmaier                                                          | Staffel 12, 17, 18, Die fünf Doktoren, Der Tag des Doktors, Das Imperium des Todes & Die Geschichtenmaschine |
| Der (5.) Doktor                                                   | Peter Davison            | Michael Schwarzmaier                                                          | Staffel 19 bis 21, Der Tag des Doktors, Die Macht des Doktors (2. Synchro) & Die Geschichtenmaschine |
| Der (5.) Doktor                                                   | Peter Davison            | Helmut Gauß                                                                   | Die Macht des Doktors |
| Der (6.) Doktor                                                   | Colin Baker              | Michael Schwarzmaier                                                          | Staffel 21 bis 23, Der Tag des Doktors & Die Macht des Doktors (2. Synchro) |
| Der (6.) Doktor                                                   | Colin Baker              | Hubert Burczek                                                                | Die Macht des Doktors |
| Der (7.) Doktor                                                   | Sylvester McCoy          | Michael Schwarzmaier                                                          | Staffel 24 bis 26, Der Tag des Doktors & Die Macht des Doktors (2. Synchro) |
| Der (7.) Doktor                                                   | Sylvester McCoy          | Harald Pages                                                                  | Doctor Who – Der Film |
| Der (7.) Doktor                                                   | Sylvester McCoy          | Friedrich G. Beckhaus                                                         | Die Macht des Doktors |
| Der (8.) Doktor                                                   | Paul McGann              | Kai Henrik Möller                                                             | Doctor Who – Der Film & Die Macht des Doktors (2. Synchro) |
| Der (8.) Doktor                                                   | Paul McGann              | Michael Schwarzmaier                                                          | Der Tag des Doktors & Die Geschichtenmaschine |
| Der (8.) Doktor                                                   | Paul McGann              | Lutz Mackensy                                                                 | Die Macht des Doktors |
| Der (Zeitkrieg) Doktor                                            | John Hurt                | Fred Maire                                                                    | Der Name des Doktors (33.13 bzw. 7.13 der zweiten Serie) & Der Tag des Doktors |
| Der (9.) Doktor                                                   | Christopher Eccleston    | Frank Röth                                                                    | Staffel 27 (Staffel 1 der zweiten Serie), Der Tag des Doktors & Die Geschichtenmaschine |
| Der (10.) Doktor                                                  | David Tennant            | Philipp Brammer                                                               | Staffel 28 bis 30 (Staffel 2 bis 4 der zweiten Serie) & Der Tag des Doktors |
| Der (10.) Doktor                                                  | David Tennant            | Peter Flechtner                                                               | Auf der Suche nach der Unendlichkeit & Dreamland: Invasion der Area 51 |
| Der (10.) Doktor                                                  | David Tennant            | Gerrit Hamann                                                                 | Die Geschichtenmaschine |
| Der (11.) Doktor                                                  | Matt Smith               | Tobias Nath                                                                   | Staffel 31 bis 33 & Tief Durchatmen (Staffel 5 bis 7 34.01 bzw. 8.01 der zweiten Serie) & Die Geschichtenmaschine |
| Der (12.) Doktor                                                  | Peter Capaldi            | Bernd Vollbrecht                                                              | Staffel 34 bis 36 (Staffel 8 bis 10 der zweiten Serie), Der Tag des Doktors & Die Geschichtenmaschine |
| Der (13.) Doktor                                                  | Jodie Whittaker          | Melanie Hinze                                                                 | Staffel 37 bis 39 (Staffel 11 bis 13 der zweiten Serie), Specials 2022, Die Geschichtenmaschine & Krieg der Realitäten (41.08 bzw. 2.08 der dritten Serie)                                                                   |
| Der (14.) Doktor                                                  | David Tennant            | Gerrit Hamann                                                                 | Die Macht des Doktors (Jubiläumsspecial 2022 nach Staffel 39 bzw. Staffel 13 der zweiten Serie) & Jubiläumsspecials 2023 |
| Der (15.) Doktor                                                  | Ncuti Gatwa              | Marco Eßer                                                                    | Das Kichern (drittes Jubiläumsspecial 2023) & Staffel 40 bis 41 (Staffel 1 & 2 der dritten Serie) |
| Begleiter des Doktors                                             |                          |                                                                               | |
| Susan Foreman                                                     | Carole Ann Ford          | Demet Fey                                                                     | Staffel 1 |
| Susan Foreman                                                     | Carole Ann Ford          | Marion Hartmann                                                               | Die fünf Doktoren |
| Susan Foreman                                                     | Carole Ann Ford          | Nina Herting                                                                  | Staffel 41 (Staffel 2 der dritten Serie) |
| Ian Chesterton                                                    | William Russell          | Marcus Off                                                                    | Staffel 1 |
| Ian Chesterton                                                    | William Russell          | Friedrich G. Beckhaus                                                         | Die Macht des Doktors |
| Barbara Wright                                                    | Jacqueline Hill          | Gundi Eberhard                                                                | Staffel 1 |
| Vicki                                                             | Maureen O’Brien          |                                                                               | Staffel 2 & 3 |
| Steven Taylor                                                     | Peter Purves             |                                                                               | Staffel 2 & 3 |
| Katarina                                                          | Adrienne Hill            |                                                                               | Staffel 3 |
| Sara Kingdom                                                      | Jean Marsh               |                                                                               | Staffel 3 |
| Dorothea „Dodo“ Chaplet                                           | Jackie Lane              |                                                                               | Staffel 3 |
| Polly Wright                                                      | Anneke Wills             | Cathlen Gawlich                                                               | Staffel 3 & 4 |
| Polly Wright                                                      | Anneke Wills             | Cathlen Gawlich                                                               | Aus der Zeit gefallen |
| Polly Wright                                                      | Lily Travers             | Cathlen Gawlich                                                               | Aus der Zeit gefallen |
| Benjamin „Ben“ Jackson                                            | Michael Craze            |                                                                               | Staffel 3 & 4 |
| Benjamin „Ben“ Jackson                                            | Michael Craze            | Moritz Lehmann                                                                | Aus der Zeit gefallen |
| Benjamin „Ben“ Jackson                                            | Jared Garfield           | Moritz Lehmann                                                                | Aus der Zeit gefallen |
| James Robert „Jamie“ McCrimmon                                    | Frazer Hines             | David Schulze                                                                 | Staffel 5 & 6 |
| James Robert „Jamie“ McCrimmon                                    | Frazer Hines             | Gerhard Acktun                                                                | Die fünf Doktoren |
| James Robert „Jamie“ McCrimmon                                    | Frazer Hines             | Erhard Hartmann                                                               | Androiden in Sevilla (22.07–22.09) |
| Victoria Waterfield                                               | Deborah Watling          | Jodie Blank                                                                   | Staffel 5 |
| Zoe Heriot                                                        | Wendy Padbury            | Josephine Schmidt                                                             | Staffel 6 |
| Zoe Heriot                                                        | Wendy Padbury            | Frauke Raiser                                                                 | Die fünf Doktoren |
| Brigadier Alistair Gordon Lethbridge-Stewart                      | Nicholas Courtney        | Achim Barrenstein                                                             | Staffel 5 & 8 |
| Brigadier Alistair Gordon Lethbridge-Stewart                      | Nicholas Courtney        | Klaus Kindler                                                                 | Die fünf Doktoren |
| Brigadier Alistair Gordon Lethbridge-Stewart                      | Nicholas Courtney        | Alexander Allerson                                                            | Excaliburs Vermächtnis (26.01–26.04) |
| Brigadier Alistair Gordon Lethbridge-Stewart                      | Nicholas Courtney        | Überlebende des Flux (39.05 bzw. 13.05 der zweiten Serie, als Archivmaterial) | |
| Elizabeth „Liz“ Shaw                                              | Caroline John            |                                                                               | Staffel 7 |
| Sergeant John Benton                                              | John Levene              | Linus Kraus                                                                   | Staffel 8 |
| Captain Mike Yates                                                | Richard Franklin         | Jan Langer                                                                    | Staffel 8 |
| Josephine „Jo“ Grant                                              | Katy Manning             | Dagmar Bittner                                                                | Staffel 8 & 9 |
| Josephine „Jo“ Grant                                              | Katy Manning             | Denise Kanty                                                                  | Die Macht des Doktors |
| Sarah Jane Smith                                                  | Elisabeth Sladen         | Milena Karas                                                                  | Staffel 12 |
| Sarah Jane Smith                                                  | Elisabeth Sladen         | Uschi Wolff                                                                   | Die fünf Doktoren |
| Sarah Jane Smith                                                  | Elisabeth Sladen         | Dagmar Dempe                                                                  | Klassentreffen (28.03 bzw. 2.03 der zweiten Serie), Die gestohlene Erde / Das Ende der Reise (30.12–30.13 bzw. 4.12–4.13 der zweiten Serie) & Das Imperium des Todes (40.08 bzw. 1.08 der dritten Serie, als Archivmaterial) |
| Harry Sullivan                                                    | Ian Marter               | Markus Haase                                                                  | Staffel 12 |
| Leela                                                             | Louise Jameson           |                                                                               | Staffel 14 & 15 |
| K-9                                                               | John Leeson              | Kai Taschner                                                                  | Staffel 18 & Klassentreffen (28.03 bzw. 2.03 der zweiten Serie) |
| K-9                                                               | John Leeson              | Manuel Karakas                                                                | Logopolis (18.25–18.28) |
| K-9                                                               | John Leeson              | Hendrik Wiethase                                                              | Die fünf Doktoren |
| K-9                                                               | David Brierley           | Kai Taschner                                                                  | Staffel 17 |
| Romanadvoratrelundar „Romana“ I                                   | Mary Tamm                |                                                                               | Staffel 16 |
| „Romana“ II                                                       | Lalla Ward               | Fabienne Hesse                                                                | Staffel 17 & 18 |
| „Romana“ II                                                       | Lalla Ward               | unbekannt                                                                     | Die fünf Doktoren |
| Adric                                                             | Matthew Waterhouse       | Louis Friedemann Thiele                                                       | Staffel 18 & 19 |
| Adric                                                             | Matthew Waterhouse       | Luca Kron                                                                     | Die Höhlen von Androzani (21.20) |
| Nyssa                                                             | Sarah Sutton             | Katrin Laksberg                                                               | Staffel 19 bis 21 |
| Tegan Jovanka                                                     | Janet Fielding           | Carolin Sophie Göbel                                                          | Staffel 19 bis 21 |
| Tegan Jovanka                                                     | Janet Fielding           | Alexandra Ludwig                                                              | Die fünf Doktoren |
| Tegan Jovanka                                                     | Janet Fielding           | Denise Gorzelanny                                                             | Die Macht des Doktors |
| Vislor Turlough                                                   | Mark Strickson           | Erhard Hartmann                                                               | Die fünf Doktoren |
| Vislor Turlough                                                   | Mark Strickson           | Gilles Karolyi                                                                | Staffel 21 |
| Kamelion                                                          | Gerald Flood             | Linus Kraus                                                                   | Staffel 20 & 21 |
| Perpugilliam „Peri“ Brown                                         | Nicola Bryant            | Maria Böhme                                                                   | Staffel 21 bis 23 |
| Melanie „Mel“ Bush                                                | Bonnie Langford          | Michaela Amler                                                                | Staffel 23 |
| Melanie „Mel“ Bush                                                | Bonnie Langford          | Linda Joy                                                                     | Staffel 24 |
| Melanie „Mel“ Bush                                                | Bonnie Langford          | Agnes Hilpert                                                                 | Die Macht des Doktors, Das Kichern & Staffel 40 bis 41 (Staffel 1 & 2 der dritten Serie) |
| Ace                                                               | Sophie Aldred            | Carin C. Tietze                                                               | Staffel 24 bis 26 |
| Ace                                                               | Sophie Aldred            | Katrin Zimmermann                                                             | Die Macht des Doktors |
| Dr. Grace Holloway                                                | Daphne Ashbrook          | Ela Nitzsche                                                                  | Doctor Who – Der Film |
| Rose Tyler                                                        | Billie Piper             | Maren Rainer                                                                  | Staffel 27, 28 & 30 (Staffel 1, 2 & 4 der zweiten Serie) |
| Captain Jack Harkness                                             | John Barrowman           | Philipp Moog                                                                  | Staffel 27, 29, 30 & 38 (Staffel 1, 3, 4 & 12 der zweiten Serie) |
| Captain Jack Harkness                                             | John Barrowman           | Peter Flechtner                                                               | Die Revolution der Daleks (Special nach Staffel 38 bzw. 12 der zweiten Serie) |
| Mickey Smith                                                      | Noel Clarke              | Johannes Raspe                                                                | Staffel 27, 28 & 30 (Staffel 1, 2 & 4 der zweiten Serie) |
| Donna Noble                                                       | Catherine Tate           | Elisabeth Günther                                                             | Weltuntergang (Staffel 28 bzw. 2 der zweiten Serie) |
| Donna Noble                                                       | Catherine Tate           | Kordula Leiße                                                                 | Staffel 29 & 30 (Staffel 3 & 4 der zweiten Serie) & Jubiläumsspecials 2023 |
| Martha Jones                                                      | Freema Agyeman           | Jana Kilka                                                                    | Staffel 29 & 30 (Staffel 3 & 4 der zweiten Serie) |
| Wilfred Mott                                                      | Bernard Cribbins         | Peter Harting                                                                 | Staffel 30 (Staffel 4 der zweiten Serie), Das Ende der Zeit, Teil 1 & 2, In blauer Ferne & Das Kichern |
| River Song/Melody Pond                                            | Alex Kingston            | Peggy Sander                                                                  | Staffel 30 bis 33 & 35 (Staffel 4 bis 7 & 9 der zweiten Serie) |
| Amy Pond                                                          | Karen Gillan             | Julia Ziffer                                                                  | Staffel 31 bis 33 (Staffel 5 bis 7 der zweiten Serie) |
| Rory Williams                                                     | Arthur Darvill           | Rainer Fritzsche                                                              | Staffel 31 bis 33 (Staffel 5 bis 7 der zweiten Serie) |
| Kate Lethbridge-Stewart                                           | Jemma Redgrave           | Andrea Aust                                                                   | Staffel 33 bis 35 & seit Staffel 39 (Staffel 7 bis 9 & seit Staffel 13 der zweiten Serie) |
| Clara Oswin Oswald                                                | Jenna Coleman            | Ilona Brokowski                                                               | Staffel 33 (Staffel 7 der zweiten Serie) |
| Clara Oswin Oswald                                                | Jenna Coleman            | Luisa Wietzorek                                                               | Staffel 34 & 35 (Staffel 8 & 9 der zweiten Serie) & Aus der Zeit gefallen |
| Nardole                                                           | Matt Lucas               | Oliver Kalkofe                                                                | Staffel 35 & 36 (Staffel 9 & 10 der zweiten Serie) |
| Bill Potts                                                        | Pearl Mackie             | Anja Stadlober                                                                | Staffel 36 (Staffel 10 der zweiten Serie) |
| Graham O’Brien                                                    | Bradley Walsh            | Erich Räuker                                                                  | Staffel 37 & 38 (Staffel 11 & 12 der zweiten Serie) & Die Macht des Doktors |
| Ryan Sinclair                                                     | Tosin Cole               | Ricardo Richter                                                               | Staffel 37 & 38 (Staffel 11 & 12 der zweiten Serie) |
| Yasmin „Yaz“ Khan                                                 | Mandip Gill              | Kaya Marie Möller                                                             | Staffel 37 bis 39 (Staffel 11 bis 13 der zweiten Serie) & Specials 2022 |
| Dan Lewis                                                         | John Bishop              | Viktor Neumann                                                                | Staffel 39 (Staffel 13 der zweiten Serie) & Specials 2022 |
| Vinder                                                            | Jacob Anderson           | Fabian Oscar Wien                                                             | Staffel 39 (Staffel 13 der zweiten Serie) & Die Macht des Doktors |
| Ruby Sunday                                                       | Millie Gibson            | Yamuna Kemmerling                                                             | Vom Himmel hoch (Weihnachtsspecial 2023) & Staffel 40 bis 41 (Staffel 1 & 2 der dritten Serie) |
| Rose Noble                                                        | Yasmin Finney            | Anna Amalie Blomeyer                                                          | Das Monster von den Sternen, Das Kichern & Staffel 40 bis 41 (Staffel 1 & 2 der dritten Serie) |
| Joy Almondo                                                       | Nicola Coughlan          | Anouk Elias                                                                   | Joy to the World (Weihnachtsspecial 2024) |
| Belinda Chandra                                                   | Varada Sethu             | Sophie Lechtenbrink                                                           | Staffel 41 (Staffel 2 der dritten Serie) |
| Schurken                                                          |                          |                                                                               | |
| Der Master                                                        | Roger Delgado            | Andreas Meese                                                                 | Staffel 8 & 9 |
| Der Master                                                        | Peter Pratt              | Manuel Karakas                                                                | Logopolis (18.28) (als Flashback von The Deadly Assassin (14.09–14.12)) |
| Der Master                                                        | Geoffrey Beevers         | Peter Lehn                                                                    | Der Wächter von Traken (18.21–18.24) |
| Der Master                                                        | Anthony Ainley           | Richard van Weyden                                                            | Staffel 18 bis 21 |
| Der Master                                                        | Anthony Ainley           | Reinhard Glemnitz                                                             | Die fünf Doktoren, Die Rache des Meisters (22.05–22.06) & Das Urteil (23.01–23.14) |
| Der Master                                                        | Anthony Ainley           | Klaus Kindler                                                                 | Der Tod auf leisen Sohlen (26.12–26.14) |
| Der Master                                                        | Anthony Ainley           | Hans-Gerd Kilbinger                                                           | Utopia (29.11 bzw. 3.11 der zweiten Serie) (als Archivmaterial) |
| Der Master                                                        | Eric Roberts             | Wolfgang Jürgen                                                               | Doctor Who – Der Film |
| Der Master                                                        | Derek Jacobi             | Hans-Gerd Kilbinger                                                           | Utopia (29.11 bzw. 3.11 der zweiten Serie) |
| Der Master                                                        | John Simm                | Michael Deffert                                                               | Staffel 29, 30 & 36 (Staffel 3, 4 & 10 der zweiten Serie) |
| Der Master                                                        | Michelle Gomez           | Katharina Koschny                                                             | Staffel 34 bis 36 (Staffel 8 bis 10 der zweiten Serie) |
| Der Master                                                        | Sacha Dhawan             | Ozan Ünal                                                                     | Staffel 38 & 39 (Staffel 12 & 13 der zweiten Serie) & Die Macht des Doktors |
| Die Rani                                                          | Kate O’Mara              | Heidi Treutler                                                                | Die Rache des Meisters (22.05–22.06) |
| Die Rani                                                          | Kate O’Mara              | Gudrun Vaupel                                                                 | Terror auf Lakertia (24.01–24.04) |
| Die Rani                                                          | Anita Dobson             | Katharina Lopinski                                                            | Vom Himmel hoch (Weihnachtsspecial 2023) & Staffel 40 bis 41 (Staffel 1 & 2 der dritten Serie) |
| Die Rani                                                          | Archie Panjabi           | Marie Bierstedt                                                               | Staffel 41 (Staffel 2 der dritten Serie) |
| Rassilon                                                          | Richard Mathews          | Manfred Erdmann                                                               | Die fünf Doktoren (Special; nach Staffel 20) |
| Rassilon                                                          | Timothy Dalton           | Lutz Riedel                                                                   | Das Ende der Zeit, Teil 1 & 2 (Special; nach Staffel 4 der zweiten Serie) |
| Rassilon                                                          | Donald Sumpter           | Hans-Gerd Kilbinger                                                           | In Teufels Küche (9.12 der zweiten Serie) |
| Davros                                                            | Michael Wisher           | Richard van Weyden                                                            | Genesis der Daleks (12.11–12.16) & Logopolis (18.28) (als Flashback) |
| Davros                                                            | David Gooderson          | Richard van Weyden                                                            | Die Bestimmung der Daleks (17.01–17.04) |
| Davros                                                            | Terry Molloy             | Richard van Weyden                                                            | Die Auferstehung der Daleks (21.11 & 21.12) |
| Davros                                                            | Terry Molloy             | Thomas Rau                                                                    | Planet der Toten (22.12–22.13) |
| Davros                                                            | Terry Molloy             | Werner Abrolat                                                                | Die Hand des Omega (25.01–25.04) |
| Davros                                                            | Julian Bleach            | Ekkehardt Belle                                                               | Die gestohlene Erde/Das Ende der Reise (30.12–30.13 bzw. 4.12–4.13 der zweiten Serie), Der Zauberlehrling/Hexenkunst (35.01–35.02 bzw. 9.01–9.02 der zweiten Serie)                                                          |
| Daleks                                                            | Peter Hawkins            | Peter Lehn                                                                    | Die Daleks (1.05–1.11) |
| Daleks                                                            | Peter Hawkins            | Isaak Dentler                                                                 | Die Daleks (1.05–1.11) |
| Daleks                                                            | David Graham             | Peter Lehn                                                                    | Die Daleks (1.05–1.11) |
| Daleks                                                            | David Graham             | Isaak Dentler                                                                 | Die Daleks (1.05–1.11) |
| Daleks                                                            | Roy Skelton              | Isaak Dentler                                                                 | Genesis der Daleks (12.11–12.16) |
| Daleks                                                            | Roy Skelton              | Peter Musäus                                                                  | Die fünf Doktoren |
| Daleks                                                            | Roy Skelton              | Hendrik Wiethase                                                              | Planet der Toten (22.12–22.13) |
| Daleks                                                            | Roy Skelton              | Willi Röbke                                                                   | Die Hand des Omega (25.01–25.04) |
| Daleks                                                            | Brian Miller             | Heiko Grauel                                                                  | Die Auferstehung der Daleks (21.11–21.12) |
| Daleks                                                            | Brian Miller             | Isaak Dentler                                                                 | Die Auferstehung der Daleks (21.11–21.12) |
| Daleks                                                            | Brian Miller             | Hendrik Wiethase                                                              | Die Hand des Omega (25.01–25.04) |
| Daleks                                                            | Royce Mills              | Heiko Grauel                                                                  | Die Auferstehung der Daleks (21.11–21.12) |
| Daleks                                                            | Royce Mills              | Isaak Dentler                                                                 | Die Auferstehung der Daleks (21.11–21.12) |
| Daleks                                                            | Royce Mills              | Willi Röbke                                                                   | Die Hand des Omega (25.01–25.04) |
| Daleks                                                            | Nicholas Briggs          | Michael Habeck                                                                | Staffel 27 & 28 (Staffel 1 & 2 der zweiten Serie) |
| Daleks                                                            | Nicholas Briggs          | Gregor Höppner                                                                | Staffel 29 bis 35 (Staffel 3 bis 9 der zweiten Serie), Aus der Zeit gefallen, Die Revolution der Daleks, Die Macht des Doktors & Das Monster von den Sternen                                                                 |
| Daleks                                                            | Nicholas Briggs          | Raimund Krone                                                                 | Flucht durchs Universum (36.01 bzw. 10.01 der zweiten Serie), Tödlicher Fund & Die Revolution der Daleks |
| Dalek Anführer / Oberster Dalek / Dalek Imperator / Dalek Supreme | Peter Hawkins            | Dirk Hardegen                                                                 | Die Daleks (1.05–1.11) |
| Dalek Anführer / Oberster Dalek / Dalek Imperator / Dalek Supreme | Brian Miller             | Peter Lehn                                                                    | Die Auferstehung der Daleks (21.11 & 21.12) |
| Dalek Anführer / Oberster Dalek / Dalek Imperator / Dalek Supreme | Nicholas Briggs          | Manfred Erdmann                                                               | Böser Wolf und Getrennte Wege (27.12–27.13 bzw. 1.12–1.13 der zweiten Serie) |
| Dalek Anführer / Oberster Dalek / Dalek Imperator / Dalek Supreme | Nicholas Briggs          | Andreas Meese                                                                 | Die gestohlene Erde & Das Ende der Reise (30.12–30.13 bzw. 4.12–4.13 der zweiten Serie) |
| Paradigmen Daleks                                                 | Nicholas Briggs          | Josef Tratnik                                                                 | Staffel 31 bis 33 (Staffel 5 bis 7 der zweiten Serie) |
| Cyber Leader / Cyber Anführer / Kyber Führer                      | Michael Kilgarriff       | Manuel Karakas                                                                | Das Grab der Cybermen (5.01–5.04) |
| Cyber Leader / Cyber Anführer / Kyber Führer                      | Christopher Robbie       | Dirk Hardegen                                                                 | Die Rache der Cybermen (12.17–12.20) |
| Cyber Leader / Cyber Anführer / Kyber Führer                      | David Banks              | Dirk Hardegen                                                                 | Erdstoß (19.19–19.22) |
| Cyber Leader / Cyber Anführer / Kyber Führer                      | David Banks              | Hendrik Wiethase                                                              | Die fünf Doktoren |
| Cyber Leader / Cyber Anführer / Kyber Führer                      | David Banks              | Thomas Albus                                                                  | Angriff der Kybermänner (22.01–22.02) |
| Cyber Leader / Cyber Anführer / Kyber Führer                      | David Banks              | Ulf J. Söhmisch                                                               | Das Vermächtnis der Nemesis (25.08–25.10) |
| Cyber Leader / Cyber Anführer / Kyber Führer                      | Roger Lloyd-Pack         | Joachim Höppner                                                               | Die Ära des Stahls (28.06 bzw. 2.06 der zweiten Serie) |
| Cyber Leader / Cyber Anführer / Kyber Führer                      | Nicholas Briggs          | Tobias Brecklinghaus                                                          | Der andere Doktor (30.14 bzw. 4.14 der zweiten Serie) |
| Cyber Leader / Cyber Anführer / Kyber Führer                      | Nicholas Briggs          | Robert Steudtner                                                              | Die Pandorica (31.12 bzw. 5.12 der zweiten Serie) |
| Cyber Leader / Cyber Anführer / Kyber Führer                      | Nicholas Briggs          | Daniel Käser                                                                  | Demons Run (32.07 bzw. 6.07 der zweiten Serie) |
| Cybermen / Kybermänner                                            | Peter Hawkins            | Manuel Karakas                                                                | Das Grab der Cybermen (5.01–5.04) |
| Cybermen / Kybermänner                                            | Melville Jones           | Oliver Kalkofe                                                                | Die Rache der Cybermen (12.17–12.20) |
| Cybermen / Kybermänner                                            | Mark Hardy               | Herbert Weicker                                                               | Die fünf Doktoren |
| Cybermen / Kybermänner                                            | William Kenton           | Christoph Lindert                                                             | Die fünf Doktoren |
| Cybermen / Kybermänner                                            | Michael Kilgarriff       | Walter von Hauff                                                              | Angriff der Kybermänner (22.01–22.02) |
| Cybermen / Kybermänner                                            | Brian Orrell             | Andreas Neumann                                                               | Das Vermächtnis der Nemesis (25.08–25.10) |
| Cybermen / Kybermänner                                            | Nicholas Briggs          | Frank Engelhardt                                                              | Staffel 27 & 28 (Staffel 1 & 2 der zweiten Serie) |
| Cybermen / Kybermänner                                            | Nicholas Briggs          | Lars Schmidtke                                                                | Der andere Doktor (30.14 bzw. 4.14 der zweiten Serie) |
| Cybermen / Kybermänner                                            | Nicholas Briggs          | Robert Steudtner                                                              | Zeit zu gehen (32.12 bzw. 6.12 der zweiten Serie) |
| Cybermen / Kybermänner                                            | Nicholas Briggs          | Daniel Johannes                                                               | Tod im Himmel (34.12 bzw. 8.12 der zweiten Serie) |
| Cybermen / Kybermänner                                            | Nicholas Briggs          | Dennis Sandmann                                                               | Der Aufstieg der Cybermen & Die zeitlosen Kinder (38.09 & 38.10 bzw. 12.09 & 12.10 der zweiten Serie) |
| Cybermen / Kybermänner                                            | Nicholas Briggs          | Georgios Tzitzikos                                                            | Der Zeitstrom (39.03 bzw. 13.03 der zweiten Serie) |
| Terileptil Leader                                                 | Michael Melia            | Harald Effenberg                                                              | Die Heimsuchung (19.14–19.16) |
| Der Valeyard                                                      | Michael Jayston          | Fred Maire                                                                    | Das Urteil (23.01–23.14) |
| Die Große Intelligenz                                             | Jack Woolgar             | Bert Stevens                                                                  | Das Netz der Angst (5.23–5.28) |
| Die Große Intelligenz                                             | Ian McKellen             | Frank-Otto Schenk                                                             | Die Schneemänner (Weihnachtsspecial) |
| Die Große Intelligenz                                             | Richard E. Grant         | Frank Röth                                                                    | Die Schneemänner, Die Glocken von Saint John und Der Name des Doktors (Weihnachtsspecial sowie 33.06 und 33.13 bzw. 7.06 und 7.13 der zweiten Serie)                                                                         |
| Omega                                                             | Stephen Thorne           |                                                                               | The Three Doctors (10.01–10.04) |
| Omega                                                             | Ian Collier              |                                                                               | Arc of Infinity (20.01–20.04) |
| Omega                                                             | Stephen Thorne (Stimme)  | Konrad Bösherz                                                                | Welt der Wünsche (41.07 bzw. 2.07 der dritten Serie, als Archivaudio des Hörspiels Gallifrey: Intervention Earth) |
| Omega                                                             | Nicholas Briggs (Stimme) | Felix Würgler                                                                 | Krieg der Realitäten (41.08 bzw. 2.08) |
| Madame Kovarian                                                   | Frances Barber           | Arianne Borbach                                                               | Staffel 32 (Staffel 6 der zweiten Serie) |
| Der einsame Cyberman / Ashad                                      | Patrick O’Kane           | Tilo Schmitz                                                                  | Der Spuk der Villa Diodati, Der Aufstieg der Cybermen, Die zeitlosen Kinder & Die Macht des Doktors (38.08 bis 38.10 bzw. 12.08 bis 12.10 der zweiten Serie & Jubiläumsspecial 2022)                                         |
| Swarm                                                             | Sam Spruell              | Tobias Kluckert                                                               | Staffel 39 (Staffel 13 der zweiten Serie) |
| Azure / Anna                                                      | Rochenda Sandall         | Nora Kunzendorf                                                               | Staffel 39 (Staffel 13 der zweiten Serie) |
| Prentis / Grand Serpent                                           | Craig Parkinson          | Sascha Rotermund                                                              | Der Zeitstrom, Überlebende des Flux & Die Eroberer (39.03, 39.05 & 39.06 bzw. 13.03, 13.05 & 13.06 der zweiten Serie) |
| Der himmlische Spielzeugmacher                                    | Michael Gough            |                                                                               | The Celestial Toymaker (3.30–3.33) |
| Der himmlische Spielzeugmacher                                    | Neil Patrick Harris      | Philipp Moog                                                                  | Das Kichern (Drittes Jubiläumsspecial 2023) |
| Sutekh                                                            | Gabriel Woolf            | Tilo Schmitz                                                                  | Die Legende von Ruby Sunday & Das Imperium des Todes (40.07 & 40.08 bzw. 1.07 & 1x08 der dritten Serie) |
| Mr. Ring-A-Ding / Lux Imperator                                   | Alan Cumming (Stimme)    | Axel Malzacher                                                                | Lux (41.02 bzw. 2.02 der dritten Serie) |
| Conrad Clark                                                      | Jonah Hauer-King         | Konrad Bösherz                                                                | Staffel 41 (Staffel 2 der dritten Serie) |

## Rezeption

### Bedeutung in der Popkultur
Die Serie – und damit vor allem auch der Doktor – hat in Großbritannien Tradition und ist dort ein bedeutender Teil der Popkultur. Für die Bekanntgabe des nächsten Doktor-Schauspielers findet eine große Abendshow zur besten Sendezeit statt. Als Vergleich für den Stellenwert, den Doctor Who im englischen Sprachraum einnimmt, kann man die Bekanntheit der Fernseh-Krimireihe Tatort hierzulande heranziehen.

### Sonstiges
- Douglas Adams, Autor von Per Anhalter durch die Galaxis, schrieb einige Drehbücher und Vorlagen. Einige Motive hat er als Grundlage für seinen Roman Der elektrische Mönch, den ersten Band seiner Dirk-Gently-Serie, erneut verwendet. Der dritte Band seiner Anhalter-Reihe, Das Leben, das Universum und der ganze Rest, basiert auf einem von der BBC abgelehnten Doctor-Who-Drehbuch names Dr. Who and the Krikkitmen.[47]
- Bei Die Simpsons gibt es eine Figur, die den Doktor darstellt, wie er von Tom Baker gespielt wurde (Episode 7.09 Sideshow Bob’s Last Gleaming; er tritt als „Geschätzter Repräsentant“ des Fernsehens auf). Tom Baker war für viele Amerikaner der Doktor, da seine Abenteuer die ersten waren, die nach dem Import in die USA ausgestrahlt wurden. In Episode 10.10 verteilt der Doktor Autogramme auf einer Science-Fiction-Messe.
- In Family Guy in der Episode Blue Harvest, die eine Parodie auf den ersten Star-Wars-Film darstellt, ist ein Ausschnitt des Doctor-Who-Intros von 1974 bis 1979 mit dem vierten Doktor als „Hyperraum“ zu sehen, als die Protagonisten mit ihrem Schiff Millennium Falcon das erste Mal in den Hyperraum eintreten.
- In der englischen Humorserie Dead Ringers wurde durch Jon Culshaw des Öfteren auf die Figur des vierten Doktors zurückgegriffen. Mal wird jemand von ihm angerufen, mal wandert er durch die Gegend und kauft ein. Unter anderem ruft er als vierter Doktor (Tom Baker) seine „Vorgänger“ und auch Tom Baker selbst in Person des Doktors an. Dies führte zu klassischen Zitaten wie Tom Bakers überraschtes „NO, I am the Doctor!“ oder Silvester McCoys „Tom, have you been in the Pub?“
- In den Kulissen der Serie Rom kam es bei einem Großbrand in den Cinecittà-Studios zu einem erheblichen Schaden. Daraufhin mussten die zweiten Auslandsdreharbeiten für eine Doctor-Who-Folge, die dieselben Kulissen nutzen sollte, verschoben werden.
- Doctor Who gehört inzwischen – wie die seit 1950 laufende Hörspielserie The Archers oder die Lindenstraßen-Vorbilder Coronation Street und EastEnders – so zum britischen Kulturgut, dass in der britischen Gegenwartsliteratur immer wieder Hinweise auf die Serie auftauchen, die für deutsche Leser oft nicht verständlich sind.
- In der Episode Remembrance of the Daleks aus dem Jahr 1988 reist der Doktor zur Erde des Jahres 1963, um zu verhindern, dass die Daleks die Hand des Omega finden. In einer Einstellung verlässt Ace (die Begleiterin des siebten Doktors) ein Zimmer eines Hauses, in dem ein Fernseher läuft. Die Kamera schwenkt zurück auf den Fernseher, und ein Sprecher der BBC kündigt die erste Folge einer neuen Science-Fiction-Serie an: Doctor …
- In Eragon – Die Weisheit des Feuers von Christopher Paolini gibt es eine Bemerkung über einen „Einsamen Gott“. Paolini gibt am Ende des Buches zu, dass damit der Doktor gemeint und er ebenfalls ein Fan sei.[48][49] In Eragon – Das Erbe der Macht wird mit dem Text „Wirbel aus Licht, die sich in Höhlen tief unter die Erde drehten; Männer, die immer jünger werden; sprechende Steine und kriechende Schatten; Räume die von innen größer waren als von außen“ (Christopher Paolini : Eragon – Das Erbe der Macht) eine Anspielung auf die Staffeln 2 bis 4 gemacht.
- Im Star-Trek-Universum gibt es einige Anspielungen auf Doctor Who.
  - In Star Trek: Enterprise 2.16 (Die Zukunft) war ein Zeitreiseschiff von innen größer als von außen.
  - In Star Trek: The Next Generation 1.26 (Die neutrale Zone) war auf einem Display ein Familienstammbaum zu sehen, dessen Mitglieder die Namen der ersten 6 Doktor-Darsteller trugen.
- 2012 erschien mit Assimilation² ein Crossover von Star Trek und Doctor Who.[50][51][52]
- Die NASA hat einen Prototyp einer neuen Mars-Sonde nach dem Roboterhund K-9 benannt.
- Im Spiel Fallout 2 kann man einen Roboterhund namens K-9 als Begleiter für sich gewinnen. Im Vorgänger Fallout ist es zudem möglich, als seltene Zufallsbegegnung auf die TARDIS zu stoßen.
- In Supernatural Folge 2.12 (Der Mandroid) sieht man – in einem Gespräch zwischen Sam, Dean und Ron – kurz auf dem Cover einer Zeitschrift einen Cyberman, außerdem hat Ron eine Theorie über „Mandroiden“, die die Welt übernehmen wollen, und in Folge 7.03 („Das nette Mädchen von nebenan“) heißt Sams alte Freundin Amy Pond.
- In South Park Folge 10.13 (Gott ist tot Teil 2) hat Eric Cartman einen Roboterhund namens K-10 in Anspielung auf K-9.
- Ebenfalls in South Park, Folge 15.02 (Funnybot), tritt ein Dalek-artiger Roboter als Comedystar auf und verwendet auch den Ausruf „Exterminate!“.
- In Eureka – Die geheime Stadt Folge 3.04 (Die Zeitschleife) hat die Schwester von Sheriff Jack Carter, der in einer temporalen Schleife gefangen ist, in einem Gespräch ihren „Doctor Who“ gefunden. Die Szene wiederholt sich mehrmals durch die Zeitschleife. In Folge 4.07 fragt Zane Donovan, als er sich in den Rechner des Ministry of Defence hackt, ob die Protagonisten noch etwas bräuchten, wie TARDIS-Baupläne. In Episode 4.12 fragt Zane Donovan Jo Lupo, ob ihr Haus wie die TARDIS von innen größer ist, als es von außen scheint.
- In The Big Bang Theory steht die Hauptfigur Dr. Sheldon Lee Cooper jeden Samstagmorgen um 06:15 Uhr auf, um sich eine Schale voll Frühstücksflocken mit einem Viertelliter Milch zu machen, sich auf seinen Platz zu setzen und dann Doctor Who zu schauen. In Staffel 5, Episode 14 sitzen Sheldon, Amy, Penny und Leonard vor dem Fernseher und schauen Doctor Who. Als Amy sagt, dass der Doktor eindeutig eine Vorliebe für das heutige London zu haben scheint, wobei er doch eine Maschine besitze, mit der man überallhin reisen könnte, warnt Sheldon sie, dass solche Aussagen dazu führen könnten, dass jemand nicht zur diesjährigen WhoCon (Anlehnung an ComicCon) eingeladen werde. Als Penny Leonard darauf hinweist, dass selbst Doctor Who nicht interessant genug sei, um Fernsehen als „Date“ definieren zu können, zieht Sheldon postwendend ihre Einladung zur WhoCon zurück. Auch darüber hinaus werden die Serie oder Elemente aus ihr häufig erwähnt. So singt Howard für seine Bernadette darüber, dass er ohne sie wäre, wie Doctor Who ohne seine TARDIS. Er war zudem Besitzer einer lebensgroßen Nachbildung der TARDIS, die er später an Amy abtreten musste.
- In Better Off Ted, Folge 2.05, gehen die beiden Wissenschaftler Lamb und Phil in ein Labor, wo alte Roboter ausgemustert werden. Dort steht ein Dalek direkt neben der Tür.
- In der Folge Her Best Friend’s Bottom der BBC-Serie Coupling (Staffel 2, Folge 3) hält Steve seinen Freunden einen Vortrag über die Unnötigkeit von Kissen auf Sofas und erklärt, dass Sofas außerdem vor Daleks schützten.[53] In der deutschen Übersetzung wurden die Daleks weggelassen. Der Begriff „Behind the Sofa“ wurde zu einer britischen Popkultur-Phrase, die die ängstliche Reaktion des hinter-dem-Sofa-Versteckens beschreibt, um sich damit vor erschreckenden Teilen einer Fernsehausstrahlung zu schützen.[54]
- In Leverage Folge 1.05 erzählt Hardison, dass er wegen der lahmen Internetverbindung eine halbe Stunde brauchte, um die neue Folge von Doctor Who runterzuladen. In Folge 1.08 haben Nathan und Sophie Ausweise, die auf Peter Davison, Sylvester McCoy sowie Tom und „Sarah Jane“ Baker ausgestellt sind.
- 1992 veröffentlichte WMS Industries einen Flipper mit dem Thema Doctor Who. Es wurden 7552 Geräte verkauft.[55]
- In Re-Logics Terraria ist sowohl eine Statue, die einen weinenden Engel (englisch weeping angel) darstellen soll, als auch die Kleidung des elften Doktors zu finden.
- Ein weit verbreiteter E-Mail-Client für das mobile Betriebssystem Android von Google trägt den Namen K-9 Mail und hat einen Roboterhund als Logo.[56]
- In Futurama Folge 6.20 (Dead Presidents) sieht man kurz, wie der Doktor von einem Bus in die Tardis springt.
- Karen Gillan, die ab der fünften Staffel der neuen Serie die Amy Pond spielt, trat zum ersten Mal in der zweiten Folge der vierten Staffel (4.02 Die Feuer von Pompeji) als Wahrsagerin (soothsayer) auf. Jedoch ist sie durch die Gesichtsbemalung und Kleidung der Priesterinnen nur schwer zu erkennen. Ferner trat Peter Capaldi, der 2013 als 12. Doktor vorgestellt wurde, in derselben Folge in einer größeren Nebenrolle auf, und spielte den Marmor-Händler Ceacillius. In der 5. Folge der 9. Staffel der neuen Serie wurde dies erläutert.
- In der Serie Community, ist die Lieblingsserie von Troy und Abed ab der zweiten Staffel Inspector Spacetime. Dieser Inspector weist alle Charakterzüge des Doktors auf, reist aber nicht mit einer Tardis, sondern mit einer roten Telefonzelle.
- In der Serie Life on Mars behauptet Sam Tyler (John Simm), er hätte Pillen von Doctor Who bekommen. Zudem ist Sam Tyler nach dem Companion Rose Tyler benannt[57] und Simm verkörperte später den Erzfeind des Doctors, den Master.
- Das Robotermodell „883“ aus dem Computerspiel Paradroid sieht aus wie ein Dalek. Im Beschreibungstext des Roboters wird erwähnt, dass er aus unbekannten Gründen bei Menschen Furcht auslöse.[58]
- Bei der Eröffnungsfeier der Olympischen Spiele 2012 in London war während der Bohemian Rhapsody von Queen das Geräusch der materialisierenden TARDIS zu hören.
- In Criminal Minds Folge 8.23 (Zugzwang) sagt Garcia, nachdem sie neue Informationen zu einem Verdächtigen gefunden hat: „Ich hab was Verrückteres als eine zeitreisende Polizeinotrufzelle […]“. Außerdem stellt Garcia in Folge 9.24 (Endspiel) mehrere Doctor-Who-Actionfiguren auf Spencers Nachttisch im Krankenhaus. Kate sagte darauf, dass Doctor Who Spencer immer zum Lachen bringt.
- Zum 50-jährigen Jubiläum gab Google einen eigenen Doodle heraus.[59]
- In der Serie Marvel’s Agents of S.H.I.E.L.D. Folge 1.19 antwortet Agent Jemma Simmons bei einem Psychoanalyse-Test auf die Frage „Sie sind auf einer einsamen Insel gestrandet und da steht ein Paket am Strand. Was ist in diesem Paket?“ – Die Tardis
- Im Livekonzert von Pink Floyd, Earls Court London, am 20. Oktober 1994 spielte David Gilmour im Stück One of these days ab 2:20 das Doctor-Who-Thema auf seiner E-Gitarre. Dieses Stück ist auch auf der Pink-Floyd-CD Meddle, Titel 1 zu finden. Auch hier ist das Thema von Doctor Who ab ca. 2:30 erkennbar.
- Auf Google Maps gibt es in der Earl’s Court Street in London ein Easter Egg mit Doctor Who’s TARDIS (innen und außen)[60]
- In der Serie Arrow Folge 3.18 sagt Felicity Smoke zu ihrer Mutter, dass Ray Palmer alle Doctor-Who-Folgen und deren Handlungen kenne.
- Im Action-Adventure Assassin’s Creed Origins (2017) kann der Spieler eine versunkene Tardis aus Stein im Nil entdecken.
- Im Computerspiel The Witcher 3: Wild Hunt (2015) gibt es einen Friedhof mit Engelsstatuen. Wendet der Spieler diesen den Rücken zu, verändern sie ihre Position und folgen der Spielfigur, genau wie die „Weinenden Engel“ aus der Serie.
- Im Song Why Aren't Lasers Doing Cool Sh*t auf dem Album Cry Yourself a River von The Axis of Awesome ist in den letzten 5 Sekunden das Geräusch der TARDIS zu hören.
- Bei der Zeitmaschine aus der Science-Fiction-Komödie Bill & Teds verrückte Reise durch die Zeit aus dem Jahr 1989 handelt es sich wie bei der TARDIS um eine Telefonzelle.[61]
- Im Computeranimationsfilm The LEGO Batman Movie (2017) gehören die Daleks zu den schlimmsten Bösewichten in der Phantomzone.
- In der Serie My Little Pony: Friendship is Magic taucht in der Folge 'Slice of Life' (Folge 100) ein männliches Erdpony auf, dessen Schönheitsfleck eine Sanduhr ist. Gegen Ende der Folge trägt er einen Schal, der dem des 4. Doctors ähnelt, und äußert den Ausruf 'Allons-y', welcher einer der Lieblingsausrufe des 10. Doctors ist. Ursprünglich sollte dieses Pony den Namen Time Turner tragen, wurde jedoch von den Fans als Dr. Whooves bezeichnet, was später auch im Merchandise übernommen wurde. In den Comics werden ebenfalls Anspielungen auf die Serie Doctor Who mit Dr. Whooves gemacht.

### Dokumentationen
- Von 2005 bis 2011 wurde die Serie Doctor Who Confidential ausgestrahlt. Die Dokumentarreihe zeigt unter anderem, wie es bei Doctor Who hinter den Kulissen zugeht. Doctor Who Confidential wurde aufgrund von Sparmaßnahmen der BBC Three eingestellt.[62] Die Serie umfasste 83 Episoden und 13 Specials.[63]
- Von 2006 bis 2007 wurde mit Totally Doctor Who auf CBBC eine Kinderserie gezeigt, die sich mit Making-ofs, Interviews mit dem Cast und Wettbewerben beschäftigt.[64][65][66]
- Von 2008 bis 2010 wurde die Radiodokumentationsreihe Doctor Who: The Commentaries auf dem Radiosender BBC Seven ausgestrahlt. In der Dokumentationsreihe wurde unter anderem mit Cast- und Crewmitgliedern über die Serie und die Arbeit hinter den Kulissen diskutiert.[67]
- Seit 2014 kann die Making-of-Serie Doctor Who Extra im Anschluss an die reguläre Doctor-Who-Folge via BBC iPlayer angesehen werden. In dieser Dokumentarreihe wird Peter Capaldi beim Dreh der für ihn ersten Doctor-Who-Staffel begleitet.[68]
- Weitere Dokumentationssendungen sind: Whose Doctor Who (1977), Doctor Who: Thirty Years in the TARDIS (1993), Dalekmania (1995) und The Science of Doctor Who (2013).
- 2013 erschien der BBC-Fernsehfilm Ein Abenteuer in Raum und Zeit, in dem die Entstehungsgeschichte der Serie gezeigt wird.

## Adaptionen
Außer in Film und Fernsehen gibt es zum Beispiel Romane, Kurzgeschichten, Comics, Bühnenstücke, Videospiele und Hörspiele. Die Romane werden zum Teil von namhaften Autoren geschrieben, wie zuletzt Michael Moorcock, der 2010 den Band The Coming of The Terraphiles verfasste.

### Auf der Bühne, im Radio und als Hörspiel
Es gab mehrere Theaterproduktionen, deren bekannteste Doctor Who: The Ultimate Adventure hieß. Die Hauptrollen wurden unter anderem von den Fernseh-Doktoren Colin Baker und Jon Pertwee gespielt.
Die britische Firma Big Finish besitzt die offizielle Lizenz der BBC, Hörspiele um Doctor Who bis einschließlich des achten Doktors zu produzieren. Die bislang über hundert auf CD veröffentlichten Episoden sind professionell produzierte Hörspiele mit den Original-Schauspielern (insbesondere den Doktoren 5 bis 8 und deren jeweiligen Begleitern) im Stile der klassischen Serie. Einige der Folgen wurden auch auf dem digitalen Radiosender BBC-7 ausgestrahlt. Es ist unter Fans umstritten, ob diese Folgen offiziell zur Doctor-Who-Serie gehören oder nicht.
Neben Big Finish produzierte auch die BBC selbst einige Doctor-Who-Hörspiele mit dem dritten Doktor.
Am 19. November 2006 wurde in Cardiff ein Konzert unter dem Namen Doctor Who: A Celebration aufgeführt. Mit den Einnahmen sollte die BBC-Wohltätigkeitsorganisation Children in Need unterstützt werden.
In London wurden 2008, 2010 und 2013 Doctor-Who-Konzerte als Teil der Konzertreihe BBC Proms aufgeführt und auf BBC Two sowie BBC Three ausgestrahlt.

### Ableger der Serie
- K-9 and Company, ausgestrahlt 1981 mit Elisabeth Sladen in ihrer Rolle als Begleiterin Sarah Jane Smith und John Leeson als Stimme des Hunderoboters „K-9“.
- Die Sendung Dimensions in Time wurde 1993 für einen guten Zweck produziert. In zwei zehnminütigen Folgen treten die letzten 5 Doktoren sowie eine Reihe ihrer Begleiter auf. Die Sendung wurde in Pseudo-3D (Pulfrich-Effekt) gesendet und war in erster Linie eine Comedy-Sendung.
- 1999 wurde eine Extrafolge mit dem Titel Doctor Who and the Curse of Fatal Death ausgestrahlt. Der Doktor trifft hier erneut auf den Master und die Daleks, enthüllt im Laufe der Geschichte, dass er seinen weiblichen Companion heiraten möchte, aber dieser Plan zerschlägt sich dann am Ende des Specials. Im Verlauf der Geschichte muss sich der Doktor viermal regenerieren, was neben dem nicht kanonischen neunten Doktor Rowan Atkinson zu vier weiteren Hauptdarstellern führte: Richard E. Grant, Jim Broadbent, Hugh Grant und Joanna Lumley (Mit Schirm, Charme und Melone). Die Produktion diente dem „Red Nose Day“.
- Seit 1999 produziert das britische Hörspielunternehmen Big Finish regelmäßig Hörspiele, in denen neue Geschichten mit den Doktoren der originalen und neuen Serie erzählt werden. Die Doktoren und deren Begleiter werden dabei in der Regel von den Schauspielern gesprochen, welche diese schon in der Fernsehserie verkörperten. Sieben der Doktoren haben zu Zeit Hörspiele, die durch Big Finish vertrieben werden (Tom Baker, Peter Davison, Colin Baker, Sylvester McCoy, Paul McGann, David Tennant und John Hurt). Außerdem produziert Big Finish Ableger der Fernsehserie, welche ebenfalls im Doctor Who Universum spielen. Dazu zählen zum Beispiel Torchwood, The Diary of River Song, Dalek Empire, Gallifrey, Jago & Litefoot oder I, Davros.
- Im Oktober 2006 startete mit Torchwood eine neue Ableger-Serie auf BBC Three. Bindeglied zwischen beiden Sendungen ist die Figur des Captain Jack Harkness, gespielt von John Barrowman. („Torchwood“ ist ein Anagramm von „Doctor Who“.)
- Im Januar 2007 lief der Pilotfilm für The Sarah Jane Adventures, ein weiterer, diesmal erfolgreicher Versuch, eine Serie um die ehemalige Begleiterin Sarah Jane Smith (gespielt von Elisabeth Sladen) auf den Markt zu bringen. Während Torchwood sich eher an ein erwachsenes Publikum wendet, ist The Sarah Jane Adventures für jüngere Zuschauer gedacht.
- In Australien wurde die ebenfalls für jüngere Zuschauer konzipierte Serie K-9 über den Roboter-Hund K-9 produziert. Der Pilotfilm lief Ende Oktober 2009, die erste Staffel startete Anfang April 2010. Die Serie hatte außer K-9 keine direkte Verbindung zum Doktor. Da K-9 Ende des 21. Jahrhunderts spielte, konnte K-9 weiterhin in The Sarah Jane Adventures auftreten; er wurde auch weiterhin von John Leeson gesprochen. K-9 wurde von Network Ten und Jetix Europe produziert. Co-Creator war Bob Baker.[73][74]

- Mit Downtime (Sarah Jane Smith, Victoria Waterfield, Alistair Gordon Lethbridge-Stewart, Kate Stewart, Professor Travers, Große Intelligenz, Yetis, UNIT)[75] deren Fortsetzung Dæmos Rising (Kate Stewart, UNIT, Daemons)[76], sowie Wartime (John Benton, UNIT), Mindgame (Sontaraner, Draconianer, Menschen), und Shakedown: Return of the Sontarans (Sontaraner, Rutaner)[77] veröffentlichte Reeltime Pictures weitere Filme mit Doctor Who Figuren und Darstellern. Außerdem erschien im November 2017 das sechs Episoden lange Drama White Witch of Devils End. Es befindet sich auf der DVD The Daemons of Devil’s End. In White Witch of Devils End spielt Damaris Hayman erneut die Rolle der Miss Hawthorne aus der Doctor Who Fernsehepisode The Dæmons.[78][79]
- Auch Bill & Ben Video (kurz BBV) veröffentlichte Videos mit Doctor-Who-Figuren, darunter Zygon: When Being You Just Isn’t Enough (Zygonen), die Auton Trilogy (Nestene Bewusstsein, Auton, UNIT) und P.R.O.B.E. (Liz Shaw). Außerdem erschienen einige Hörspiele mit Doctor-Who-Figuren und -Darstellern.[77]
- 2016 wurde der Doctor-Who-Ableger Class auf BBC Three gezeigt.[80]
- 2024 wurde mit The War Between the Land and the Sea ein neuer fünfteiliger Ableger rund um die Organisation UNIT und die außerirdischen Seeteufel angekündigt; die Ausstrahlung erfolgt ebenfalls durch die BBC und international durch Disney+. Als Bindeglied zwischen den Serien fungiert Kate Lethbridge-Stewart (gespielt von Jemma Redgrave), eine wiederkehrende Verbündete des Doktors.[81]

### Musik über den Doktor
- Doctorin’ the Tardis, der 1988 unter dem Namen The Timelords veröffentlichte erste Nummer-eins-Hit in Großbritannien von Bill Drummond & Jimmy Cauty (The KLF), benutzt dafür Motive der Titelmelodie von Doctor Who. Doctorin’ the Tardis wiederum wird in Dean Grays Album American Edit im 2. Track Dr. Who on Holiday gesampelt.
- Bullamakanka: Doctor Who is gonna fix it, 1983.[82]
- Von der Techno-Band Orbital gibt es einen 2001 erschienenen Remix der Titelmelodie von Doctor Who.[83]
- Die britische Band Chameleon Circuit spielt ausschließlich Songs über Doctor Who.
- Adam Savage, einer der beiden Hauptmoderatoren der Serie Mythbusters, tanzte auf der Maker Faire 2011 am Ende seines Vortrages in einem Faradayschen Käfig, während mit Teslaspulen die Titelmelodie von Doctor Who gespielt wurde.[84]
- Das deutsche Musikprojekt Rotersand brachte 2005 eine Single-CD mit dem Titel „Exterminate Annihilate Destroy“ heraus, mit dem die Daleks zitiert werden und die Serie referiert wird.
- Das schwedische Musikerduo Dada Life veröffentlichte im Jahr 2009 einen Remix der Titelmelodie unter dem Namen „The Timelords & KLF – Doctorin’The Tardis (Dada Life Guerilla Fart)“
- Mitch Benn verfasste und coverte mehrere auf Doctor Who basierende Lieder, zum Beispiel „Call me during Doctor Who and I’ll kill you“.
- Arjen Lucassen veröffentlichte im Rahmen des Star One Projektes 2002 auf dem Album Space Metal das Lied Set Your Controls, das vom Doctor und seinen Reisen handelt.
- Voltaire veröffentlichte auf seinem neunten Studioalbum, BiTrektual, den von Doctor Who inspirierten Song It’s Bigger on the Inside.
- John Barrowman (Captain Jack Harkness), dessen Karriere im Musicaltheater wurzelt, schrieb für seine zweite Konzert-Tournee (2009) mit Wicked-Komponist Stephen Schwartz dessen Song „The Wizard and I“ zu „The Doctor and I“ um, wobei die erzählte Geschichte auf die Beziehung zwischen dem Doktor und dem Captain bezogen wurde. Aufgrund der hohen Nachfrage veröffentlichte Barrowman eine Studioaufnahme seiner Version später als Bonus-Titel zu seinem sechsten Soloalbum John Barrowman (2010).
- Die Band The Sevateem (deren Name auf dem Stamm von Leela, einer Begleiterin des 4. Doktors, basiert) veröffentlichte 2018 das Album The Caves[85], welches als Hommage an die Episode des 5. Doktors (Die Höhlen von Androzani) diese in Liedform nacherzählt.

## TV-Verweise
1. ↑  Doctor Who – Der Film (1996)
2. ↑  Folge 1.09 neue Serie: The Empty Child [dt. Titel: Das leere Kind]
3. ↑  Folge 2.03 neue Serie: School Reunion [dt. Titel: Klassentreffen]
4. ↑  Serial 4.23–26 klassische Serie: The Moonbase
5. ↑  Folge 2.02, neue Serie: Tooth and Claw [dt. Titel: Mit Zähnen und Klauen]
6. ↑  Serial 12.17–20 klassische Serie: Revenge of the Cybermen
7. ↑  Folge 7.16, neue Serie: The Time of the Doktor [dt. Titel: Die Zeit des Doktors] Weihnachtsspecial 2013